# Sphère des droits de l'homme
La Sphère des droits de l'homme, aussi appelée Boule du Bicentenaire,,, est une sculpture d'art contemporain de Walter De Maria installée en 1989 dans la cour d'honneur du palais Bourbon à Paris. Cette boule de granit monumentale célébrant la Déclaration des droits de l'homme et du citoyen de 1789 est une commande publique de l'Assemblée nationale, organe siégeant au palais Bourbon, pour le bicentenaire de la Révolution française.

## Description
L'œuvre se compose d'une boule de 2 mètres de diamètre, en granit gris massif de Bretagne, posée sur un piédestal en marbre blanc,. Sur celui-ci sont inscrites les dates 1789 et 1989, et à l'intérieur est placé un cœur doré de la taille d'une main.
La boule et son piédestal sont placés au centre d'un parterre de gazon de forme circulaire. Autour du parterre, une table de lecture forme un demi-cercle représentant symboliquement l'hémicycle dans lequel se réunissent les députés à l'Assemblée nationale. Sur cette table en calcaire de 25 mètres de long (soit environ 16 mètres de diamètre) sont scellées onze plaques de bronze rectangulaires reproduisant le texte de la Déclaration des droits de l'homme et du citoyen,.

## Localisation
Le monument est situé dans la cour d'honneur du palais Bourbon, dans le 7e arrondissement de Paris. Il s'élève en haut des rampes en fer à cheval qui séparent la cour de l'avant-cour. La table de lecture est située du côté du portail donnant sur la rue de l'Université et la place du Palais-Bourbon.

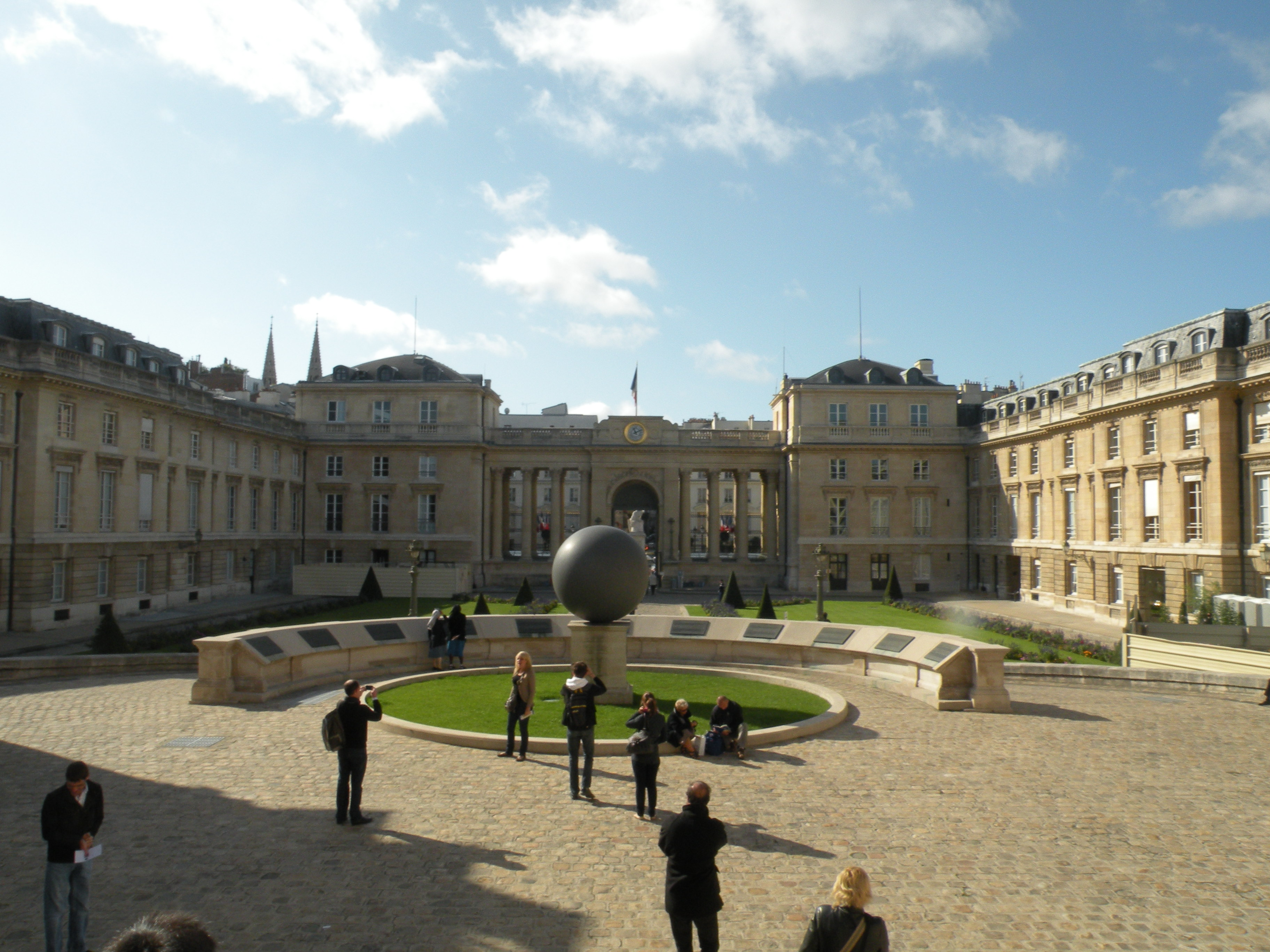
Vue d'ensemble du monument, en direction du portail donnant sur la rue de l'Université et la place du Palais-Bourbon.
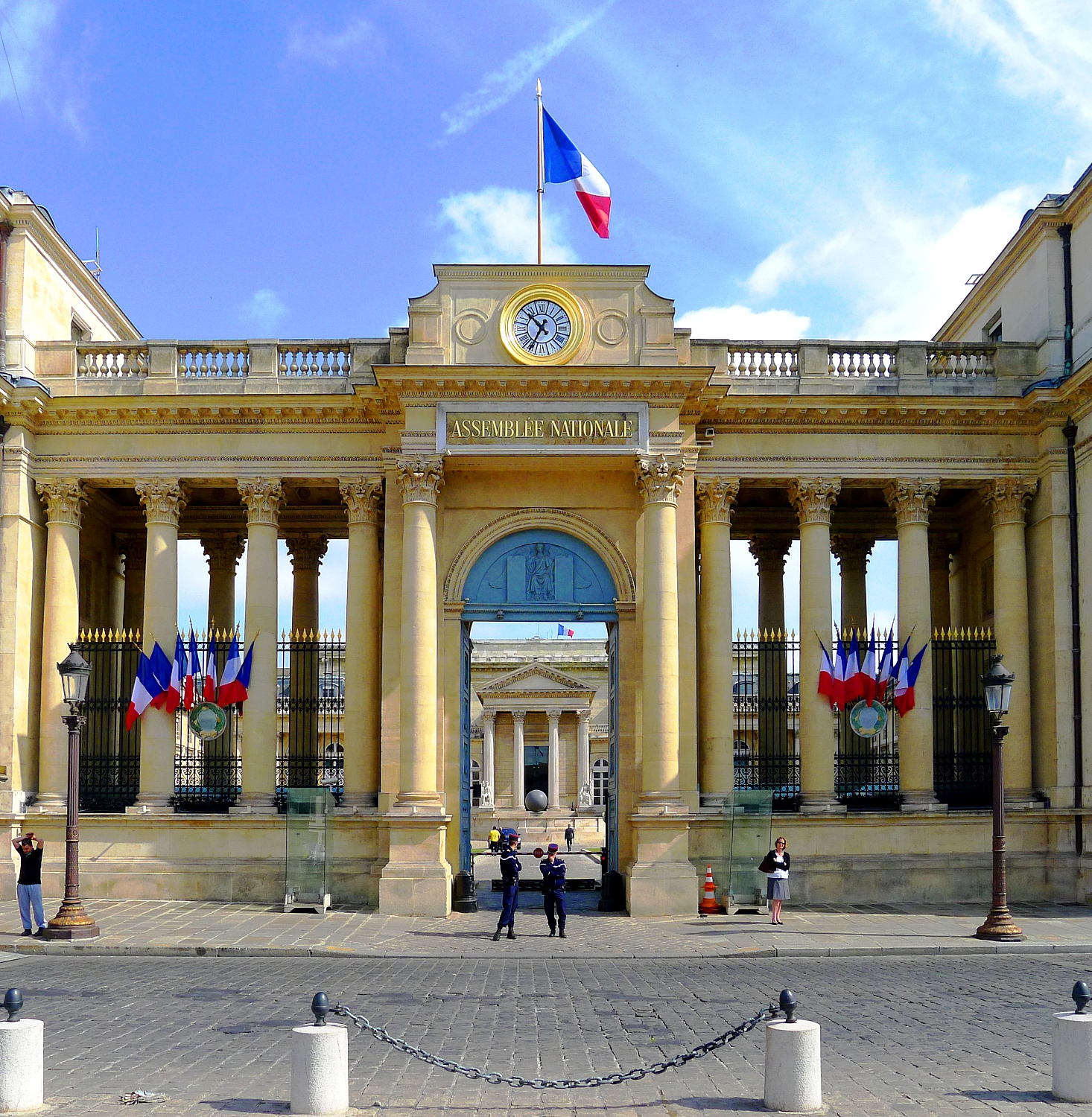
Vue depuis la rue de l'Université et la place du Palais-Bourbon : le monument est visible au fond de l'ouverture du portail.

## Histoire
À l'initiative du président de l'Assemblée nationale de l'époque, Laurent Fabius, un appel à projets international est lancé en décembre 1988 ou début 1989 pour la réalisation d'un monument dans la cour d'honneur du palais Bourbon à l'occasion du bicentenaire de la Révolution française en 1989.
Concourant aux côtés de Luciano Fabro, Hans Haacke, Claes Oldenburg, Martial Raysse et Sarkis,, c'est le projet du sculpteur américain Walter De Maria qui est retenu. Le jury, composé notamment de Pontus Hultén, Suzanne Pagé, Michel Troche (d) et Catherine Millet, a en effet apprécié la « sobriété » et la « pureté » de l'œuvre.
Le monument est inauguré le 11 décembre 1990 par le président de l'Assemblée nationale, les questeurs et les membres du Bureau.